# Liste der Kulturgüter in Rütschelen
Die Liste der Kulturgüter in Rütschelen enthält alle Objekte in der Gemeinde Rütschelen im Kanton Bern, die gemäss der Haager Konvention zum Schutz von Kulturgut bei bewaffneten Konflikten, dem Bundesgesetz vom 20. Juni 2014 über den Schutz der Kulturgüter bei bewaffneten Konflikten sowie der Verordnung vom 29. Oktober 2014 über den Schutz der Kulturgüter bei bewaffneten Konflikten unter Schutz stehen.
Es sind weder A-Objekte noch B-Objekte auf dem Gemeindegebiet ausgewiesen, Objekte der Kategorie C fehlen zurzeit (Stand: 8. April 2024). Unter übrige Baudenkmäler sind Objekte zu finden, die im Bauinventar des Kantons Bern als «schützenswert» verzeichnet sind.

## Übrige Baudenkmäler
Hinweis: Als Objekt-Identifikator (ID) wird die Grundstücksnummer verwendet.
| ID  | Foto |                 | Objekt                         | Typ | Standort                       | Beschreibung |
| --- | ---- | --------------- | ------------------------------ | --- | ------------------------------ | ------------ |
| 72  | BW   | Datei hochladen | Ehemaliges Bauernhaus (1819)   | G   | Flösch 2 625316 / 224647       |              |
| 79  | BW   | Datei hochladen | Stöckli (2. Hälfte 19. Jh.)    | G   | Dorf 17a 625495 / 224888       |              |
| 89  | BW   | Datei hochladen | Speicher/Dorfmuseum (1821)     | G   | Flösch 8a 625253 / 224598      |              |
| 107 | BW   | Datei hochladen | Bauernhaus (1802)              | G   | Wil 18 625097 / 224024         |              |
| 112 | BW   | Datei hochladen | Bauernhaus (1813)              | G   | Wil 11 625200 / 224081         |              |
| 155 | BW   | Datei hochladen | Speicher (Ende 19. Jh.)        | G   | Graben 73a 624432 / 223964     |              |
| 185 | BW   | Datei hochladen | Bauernhaus (1840)              | G   | Dorf 22 625442 / 224911        |              |
| 217 | BW   | Datei hochladen | Speicher (1840)                | G   | Hübeli 87b 625485 / 224382     |              |
| 224 | BW   | Datei hochladen | Bauernhaus (1. Hälfte 19. Jh.) | G   | Spiegelberg 15 625424 / 224151 |              |
| 237 | BW   | Datei hochladen | Ehemaliges Bauernhaus (1839)   | G   | Dorf 32 625380 / 224792        |              |
| 278 | BW   | Datei hochladen | Bauernhaus (1866)              | G   | Flösch 3 625237 / 224526       |              |
| 285 | BW   | Datei hochladen | Bauernhaus (1829)              | G   | Dorf 33 625399 / 224740        |              |
| 308 | BW   | Datei hochladen | Speicher (2. Hälfte 18. Jh.)   | G   | Flösch 7a 625173 / 224374      |              |
| 381 | BW   | Datei hochladen | Ehemaliges Bauernhaus (1836)   | G   | Lindenacker 10 625496 / 225137 |              |

Hinweis zur Legende: Anstelle der KGS-Nummer wird als Objekt-Identifikator (ID) die Grundstücksnummer verwendet.